# 세세 제도

우간다 칼랑갈라구의 스세 제도 위치

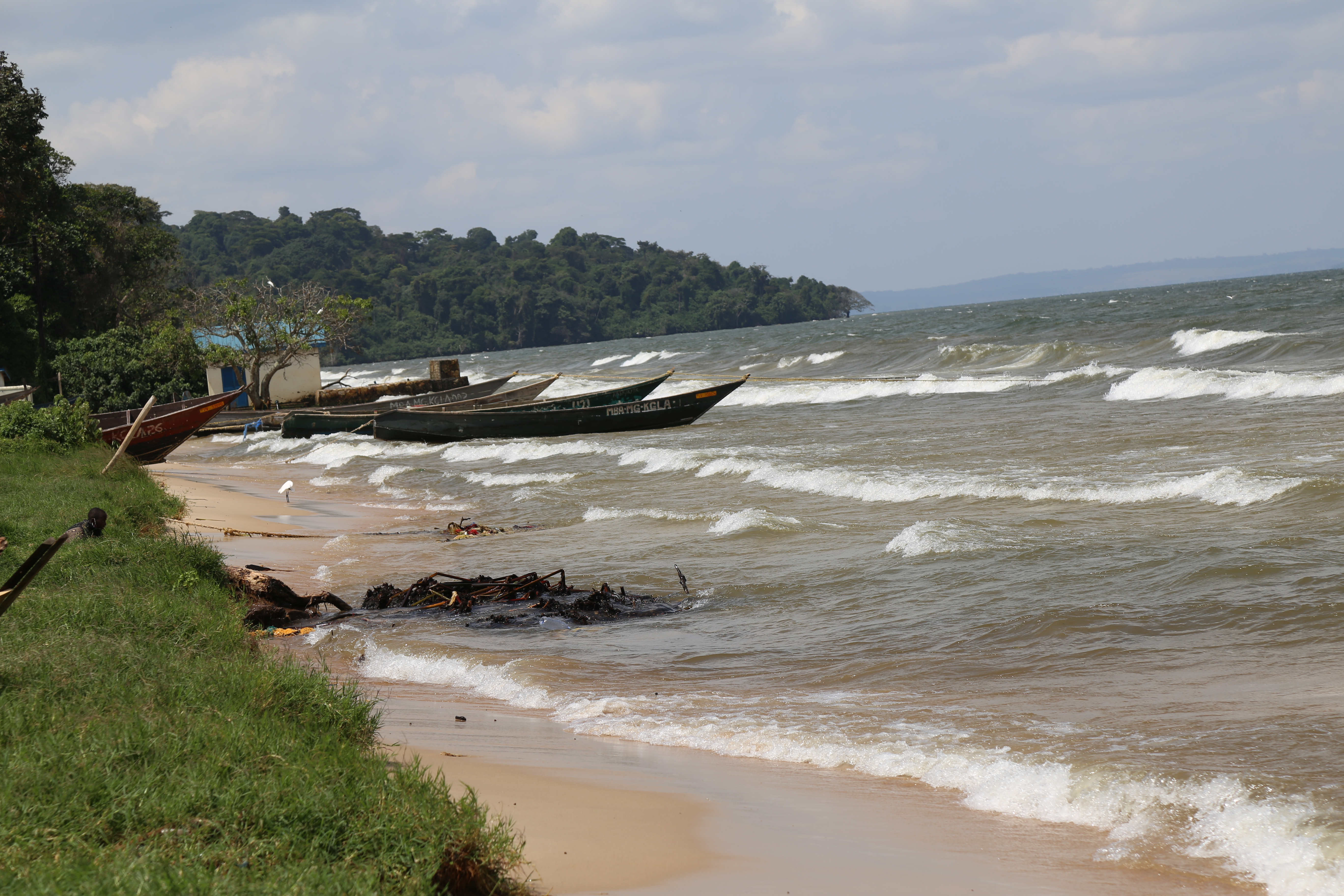
스세 제도의 빅토리아 호수 기슭.

세세 제도(Ssese Islands)는 우간다 빅토리아 호 북서부에 있는 84개 섬으로 이루어진 군도이다. 이 섬들은 본토 우간다 영토를 가지고 있지 않은 남부 중부주 (우간다)의 칼랑갈라구와 경계를 이루고 있다.

## 위치

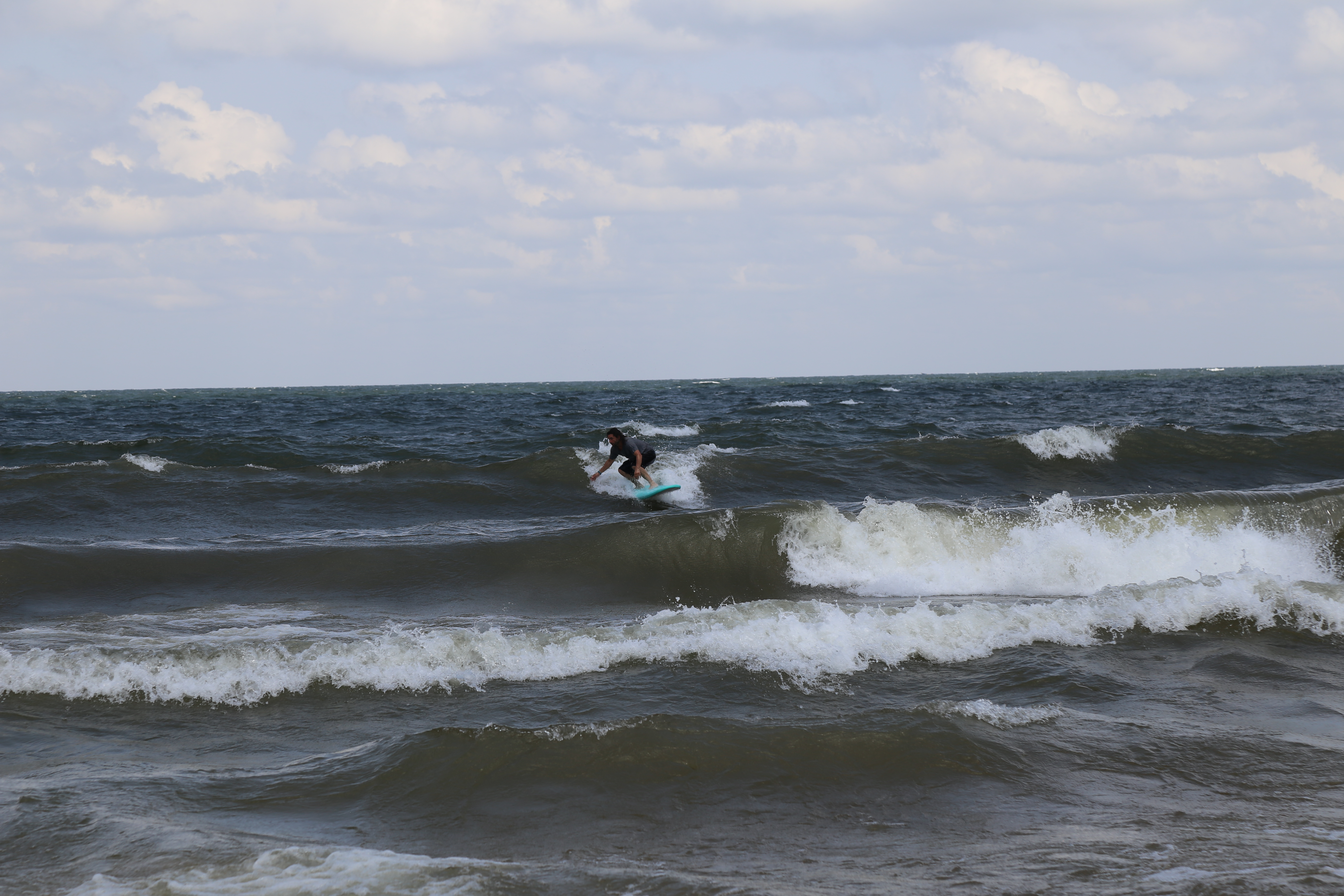
빅토리아 호수의 스세 제도

이 섬들은 세계에서 두 번째로 큰 담수호인 빅토리아 호의 북서쪽을 차지하고 있다. 군도에서 가장 큰 섬은 부가라섬이라고 불리며, 군도 전체 면적의 절반 이상을 차지한다. 이곳의 가장 큰 도시인 칼랑갈라는 같은 이름의 구 (칼랑갈라구)의 본부 역할을 한다. 칼랑갈라는 우간다 본토의 와키소구에 있는 엔테베에서 물을 가로질러 남서쪽으로 약 51 킬로미터 (32 mi) 떨어진 곳에 위치한다. 이 구의 지리 좌표계는 남위 0° 26' 0.00", 동경 32° 15' 0.00" (위도:-0.4333; 경도:32.2500)이다.
이 섬들은 두 개의 주요 그룹으로 나뉜다. 남서쪽 그룹은 군도에서 가장 큰 부가라섬의 이름을 따서 부가라 그룹이라고 불린다. 북동쪽 그룹은 그 그룹에서 가장 큰 쿠메섬의 이름을 따서 쿠메 그룹이라고 불린다. 두 그룹은 쿠메 해협으로 분리되어 있다. 부가라 그룹의 다른 섬으로는 부베케, 부벰베섬, 부푸미라, 부가바섬, 부카사, 부요바, 푼베, 세린야섬 등이 있다. 쿠메 그룹의 주요 섬으로는 담바섬, 쿠메, 루와지 등이 있다.

## 역사
스세의 초기 주민에 대해서는 알려진 바가 거의 없지만, 부간다의 창조와 관련된 일부 구전 전통에서는 그 창시자인 킨투가 이 섬들 출신이거나 적어도 이 섬들을 통해 부간다에 도착했다고 주장한다. 간다인들은 스세를 신들의 섬으로 숭배한다. 식민지 이전 시대에는 부간다의 왕들이 이 섬들을 방문하여 주된 신전이 그곳에 있는 여러 발루바알레들에게 공물을 바치는 것이 관례였다. 여기에는 부카사 섬의 무시시(지진의 영)와 와네마(신체 장애) 신전, 그리고 부벰베의 무카사(호수의 영) 신전이 포함된다.

## 개요
스세 제도에는 반투어군을 사용하는 바세세족이 거주하고 있으며, 이들은 간다인과 소가족과 밀접한 관련이 있고 비슷하지만 독특한 언어를 사용한다. 유럽인들이 도착하기 전에는 이 섬들이 이 지역에서 가장 중요한 영적 중심지 중 하나였다. 약 43개(50%)의 섬에 사람이 거주한다. 섬의 크기는 10,000 제곱미터 (2.5 ac) 미만에서 가장 큰 섬인 부가라섬의 경우 길이 40 킬로미터 (25 mi) 이상에 이른다.
헨리 모턴 스탠리는 주민들을 "음테사 제국의 주요 카누 제작자이자 대다수의 선원"이라고 묘사했다.:168

## 교통
섬에 접근하는 가장 인기 있는 경로는 엔테베 근처 나키워고를 통해 MV 칼랑갈라를 이용하는 것으로, 이 배가 군도의 주요 관문 역할을 한다. 나키워고와 부가라섬 간 이동은 보통 3시간 30분이 소요된다.
부카카타에서: 우간다 서부에서 두 대의 무료 자동차 페리가 마사카 동쪽 36km 떨어진 부카카타 본토와 부가라섬의 루쿠를 연결하며, 약 50분 소요된다. 페리는 아침 7시부터 저녁 6시까지 몇 시간 간격으로 양방향으로 운항한다. 일요일 아침 운항은 오전 8시까지는 이용할 수 없다.
카세니 착륙 지점에서: 반다섬에 가려면 엔테베-캄팔라 도로에서 7km 떨어진 어촌인 카세니에서 출발하는 작은 나무 보트를 이용한다. 갈림길은 엔테베에서 5km 떨어져 있다.
부가라섬에는 내륙 항구인 루쿠에서 섬의 끝자락인 물라바나와 인근 착륙 지점까지 운행하는 합승 택시가 있다. 보다는 섬에서 인기 있는 교통수단이기도 하다.

## 경제 활동
스세 제도의 주요 산업은 거대한 나일농어를 잡는 어로이며, 잡은 물고기의 대부분은 수출된다. 남획은 이 섬들과 빅토리아 호수의 다른 섬들에서 큰 우려 사항이다. 다른 산업으로는 농업, 임업, 관광이 있다.
가축 사육이 섬에서 행해진다. 섬에서 3,000마리의 소, 25만 마리의 가금 (닭과 오리), 1,235마리의 염소 (동물), 7,000마리의 돼지가 사육되는 것으로 추정된다.
본토 진자구에 본사를 둔 민간 팜유 가공업체인 BIDCO는 섬에 15,000 에이커 (6,100 ha) 규모의 팜유 플랜테이션을 소유하고 있다. 또한, 계약 재배 농민들이 BIDCO와 계약하여 팜유를 재배하고 그 생산물을 가공업체에 판매한다. 2010년에는 팜유 공장이 사탕수수찌꺼기와 일부 기름을 태워 1.5MW의 전력을 생산하기 시작했다. 이 전력은 기름 가공 공장에 공급되며, 잉여 전력은 섬에서 가장 큰 도시인 칼랑갈라에 판매된다.
벌채는 스세 제도에서 행해지는 또 다른 경제 활동이다.

## 동식물

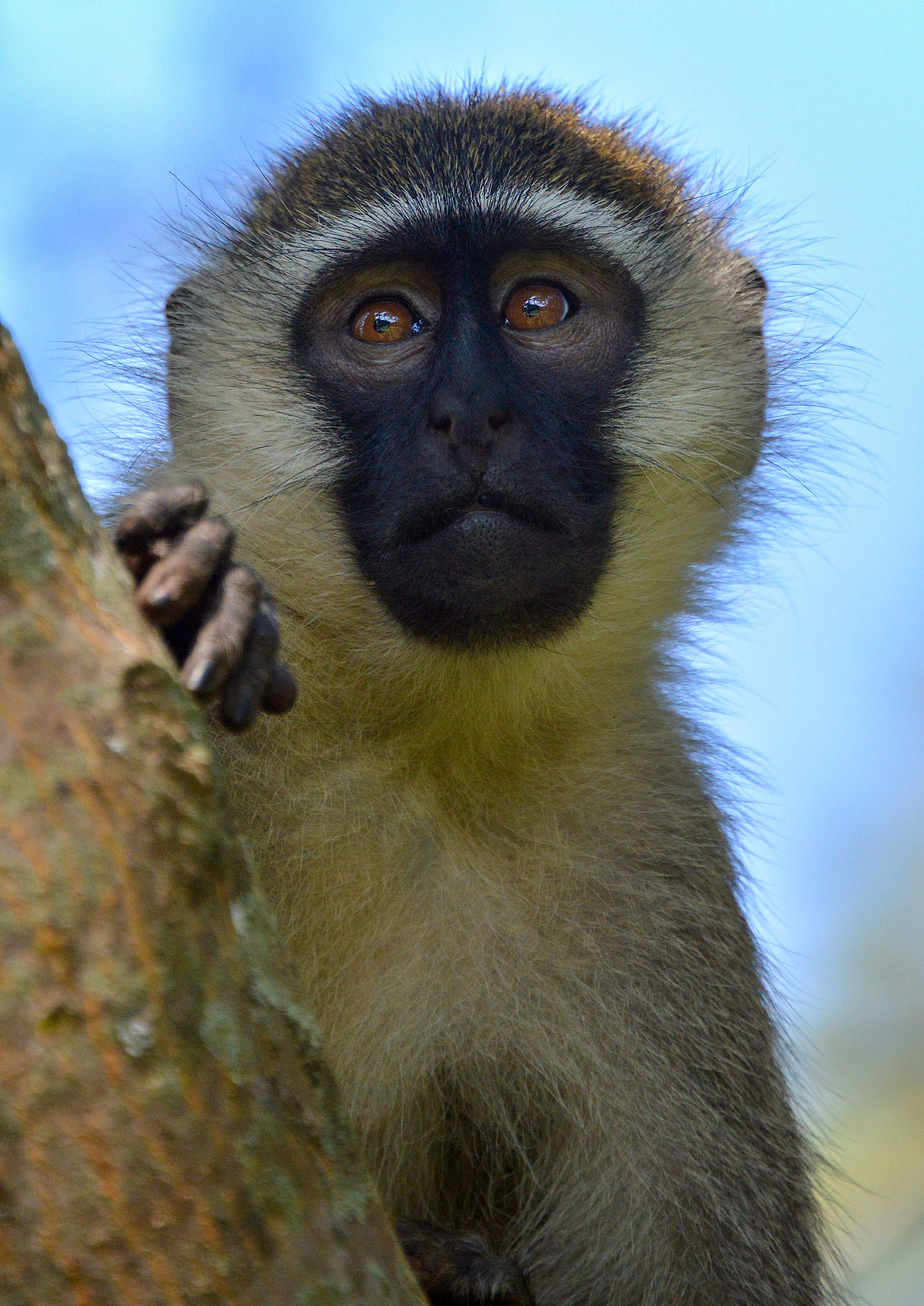
우간다의 버빗원숭이

이 섬들은 본토에서는 쉽게 접근할 수 없는 영장류를 포함한 다양한 동물들의 서식지이기도 하다. 가장 흔한 대형 육상 포유류는 버빗원숭이이며, 루토보카와 칼랑갈라 근처에서 자주 목격된다. 임바발라와 흑백 콜로부스도 존재하지만, 거의 관찰되지 않는다. 부가라가 본토와 분리된 이후, 한 가지 고유한 물쥐와 세 가지 고유한 나비 종이 이 섬에서 진화했다. 물새와 숲 새가 풍부하다. 다양한 코뿔새과, 바베트, 부채머리과, 로빈-채트, 딱새사촌과, 베짜는새가 있다. 특히 흔한 것은 보석 같은 작은 물총새, 갈색 목 안경딱새류, 극락조 (새)이다. 아프리카 물고기 독수리와 팜나무 독수리류는 호수 근처에서 자주 목격되며, 작은 백로 (새)와 큰 가마우지과의 거대한 번식 군락이 루토보카와 다른 만에서 발생한다.
이는 섬에 초기 단계이지만 성장하는 관광 산업의 발전을 이끌었다. 인프라는 아직 미비하지만 서서히 개선되고 있다.

## 같이 보기
- 칼랑갈라구
- 쿠메섬
- 부가라섬
- 부가라 발전소
- 칼랑갈라
- 중부주 (우간다)
- 키우물로 동굴